# رونار ساندستورم
رونار ساندستورم (12 يونيو 1909 – 8 مارس 1985) هو سبّاح سويدي راحل، مثّل بلاده في الألعاب الأولمبية الصيفية 1936.

## روابط خارجية
رونار ساندستورم على موقع أوليمبيديا (الإنجليزية)
- رونار ساندستورم على موقع اللجنة الأولمبية السويدية (السويدية)